# Bourse du riz de Dōjima
 (septembre 2016).

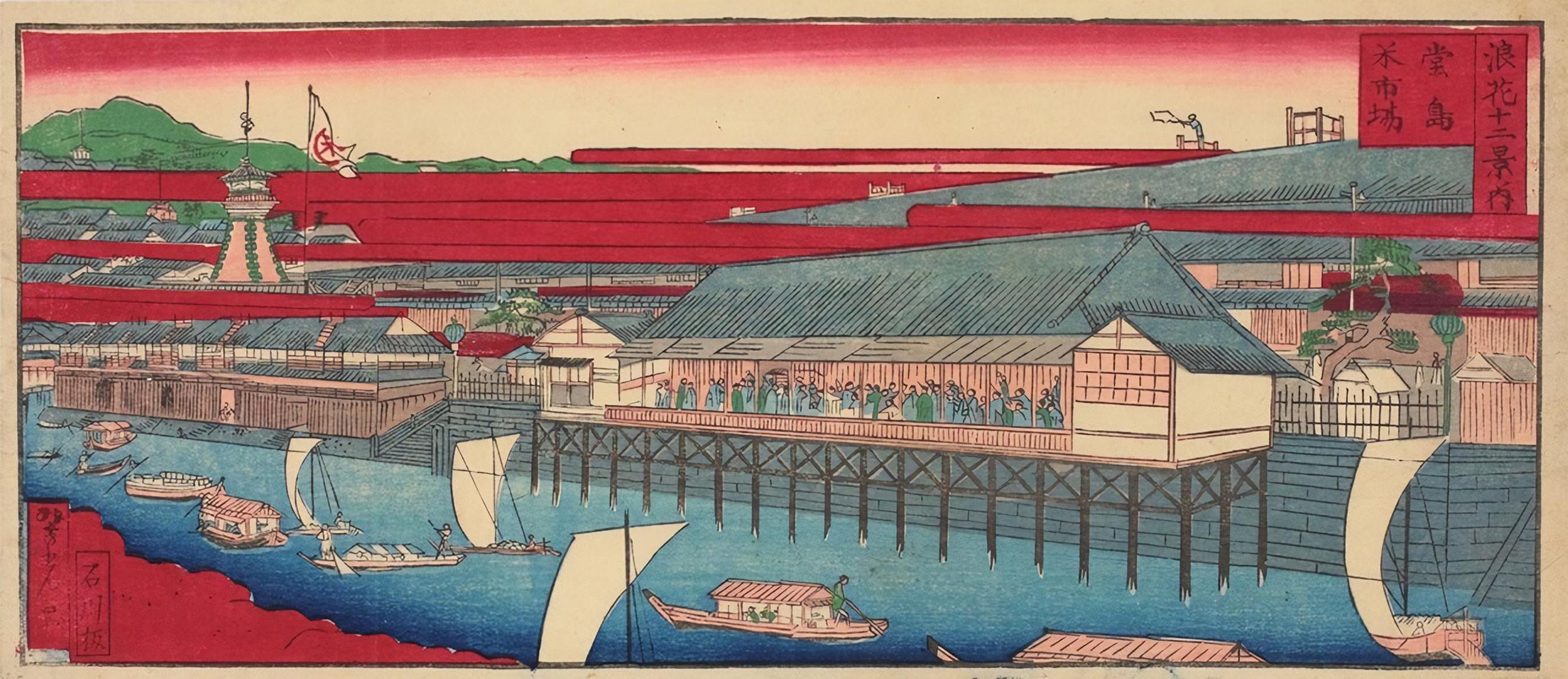
Bourse du riz de Dōjima, ukiyo-e par Yoshimitsu Sasaki

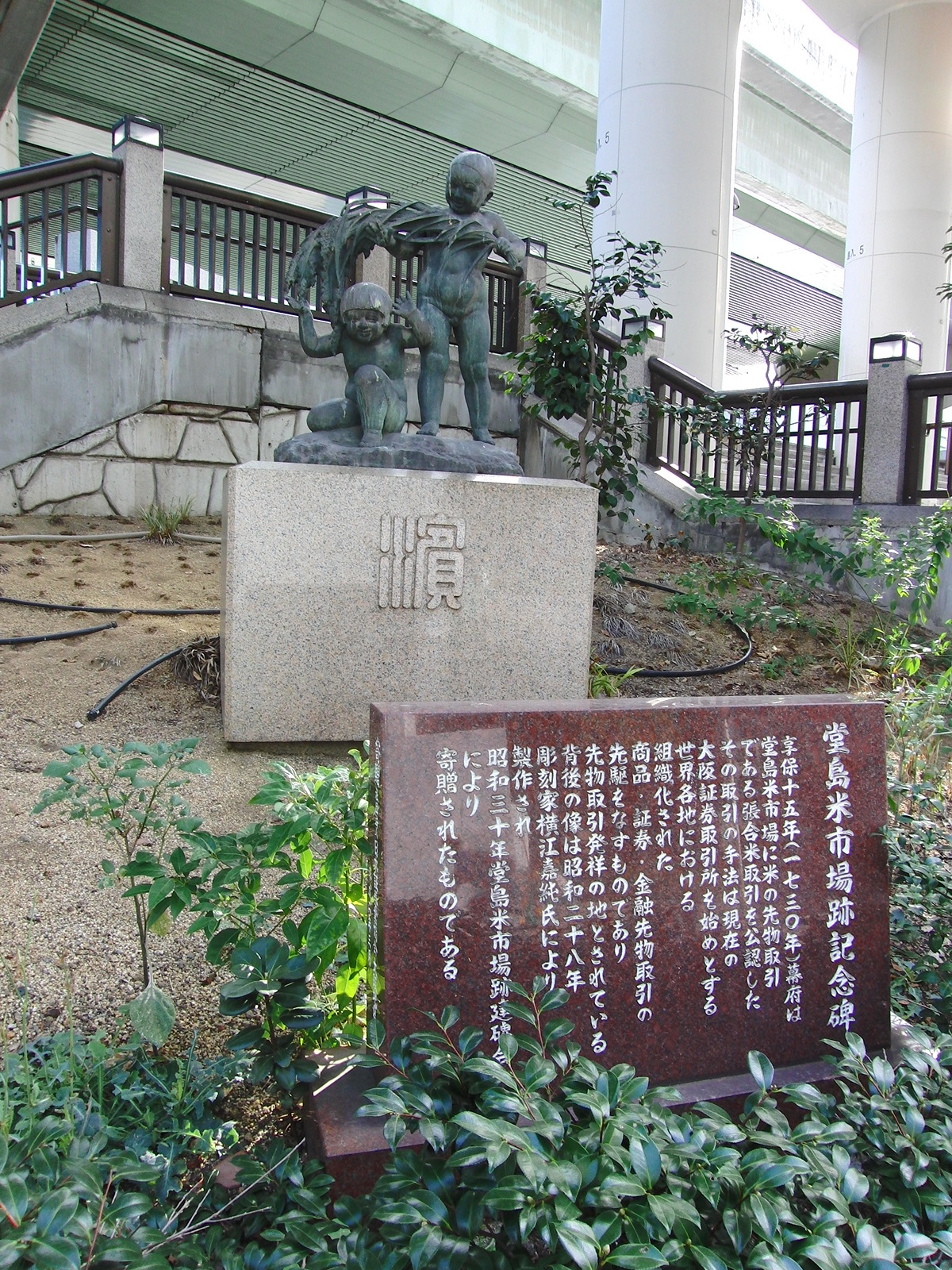
Monument à la bourse du riz de Dōjima

La bourse du riz de Dōjima (堂島米市場, Dōjima kome ichiba, 堂島米会所, Dōjima kome kaisho), située à Osaka, est le centre du système japonais des courtiers en riz, qui se développe indépendamment et de façon privée à l'époque d'Edo. Considérée comme précurseur du système bancaire moderne, la bourse est créée en 1697, officiellement sanctionnée, parrainée et organisée par le shogunat en 1773, réorganisée en 1868, et entièrement dissoute en 1939, lors de son absorption par l'« agence gouvernementale du riz » (日本米穀株式会社).

## Histoire
L'économie japonaise croît rapidement au XVIIe siècle, culminant dans la période appelée ère Genroku (1688-1704) au cours de laquelle les commerçants prospèrent comme jamais auparavant. C'est à ce moment que les courtiers de riz et changeurs (両替商, ryōgaeshō) rassemblent leurs magasins et entrepôts dans la zone de Dōjima. On peut dater la naissance de la bourse du riz en 1697, année où elle obtient un permis du shogunat. Comme les membres de la classe des samouraïs, y compris les daimyo (seigneurs féodaux), sont payés en riz et non en espèces, les courtiers de riz et changeurs jouent un rôle crucial, et incroyablement rentable, dans l'économie moderne émergente du Japon. Au cours de l'époque d'Edo, l'ensemble de l'économie ne passe pas seulement des échanges en riz aux pièces de monnaie, mais voit également l'introduction et la diffusion du papier monnaie créé et utilisé par les marchands de Dōjima. L'année 1710 marque le début de ce développement, qui apporte également avec lui l'émergence de la notion de contrat à terme (延べ米 nobemai). Les marchands d'Osaka, comme les courtiers de riz de Kyoto trois cents ans auparavant, développent une emprise de plus en plus monopolistique sur le commerce du riz et la détermination des prix, non seulement à Osaka mais dans l'ensemble de la région du Kinai et ont indirectement un effet sur les prix à Edo.
Ces développements économiques entre les marchands de riz sont intimement liés à l'évolution parallèle dans d'autres métiers et à la formation d'un certain nombre de réseaux de différents types de guildes, dont le kabunakama, le rakuichi et le rakuza, qui se développent à partir des anciens types de guilde  appelées tonya et za.
Dans les premières années de 1730, à la suite de mauvaises récoltes et de questions commerciales, le prix du riz chute. Bien que cette situation semble profitable à première vue pour les acheteurs, elle fait des ravages sur une économie encore largement basée sur le riz comme moyen d'échange. Les samouraï, dont le revenu est versé en riz, sont pris de panique relativement au taux de change en monnaie, tandis que des spéculateurs et divers complots au sein de la communauté des courtiers jouent avec le système en gardant de vastes réserves de riz dans les entrepôts, ce qui assure des prix élevés. Une série d'émeutes contre les spéculateurs, et contre le système de manipulation et de conspiration dans son ensemble, éclatent en 1733. La famine est généralisée et pendant ce temps, les spéculateurs agissent pour contrôler le marché et les prix. C'est la première d'une série d'émeutes appelées uchikowashi (打壊し), qui croissent en fréquence et en importance jusqu'au siècle suivant. Le shogunat fixe un prix plancher en 1735, obligeant les marchands d'Edo à vendre pour pas moins d'un ryō par 1.4 koku et à Osaka pour pas moins de 42 momme par koku. Une amende de 10 momme est appliquée à toute personne reconnue avoir payé moins. Au cours des quinze années qui suivent, jusqu'à environ 1750, le shogunat intervient à plusieurs reprises pour tenter de stabiliser ou de contrôler l'économie. Bien qu'en 1730 le budget du gouvernement dans son ensemble est en équilibre (dépenses = recettes), les interventions par le shogun au cours des années qui suivent amènent par inadvertance l'effondrement de l'économie. Tokugawa Yoshimune fait tant de tentatives de réformes et de contrôles qu'il en vient à être connu sous le nom Kome Kubō ou Kome Shōgun (« le shogun du riz »). Dans le même temps, des tentatives sont faites relativement à la politique monétaire, ce qui entraîne en grande partie la résolution des problèmes de l'économie du riz, tout en apportant un abaissement de la monnaie.
Le shogunat rétablit la bourse du riz en 1773, sous l'égide, la réglementation et l'organisation du gouvernement. Le shogunat créé également son propre entrepôt de riz à ce moment. L'incitation directe à l'origine de cet engagement du gouvernement est une série d'émeutes à la suite de famines plus tôt cette année. En général, cependant, le gouvernement se rend compte à ce stade de la puissance économique extrême de la bourse du riz pour soutenir l'ensemble de l'économie nationale, la détermination des taux de change et même la création de la monnaie de papier. Une proportion incroyable de transactions monétaires de la nation sont traitées par les marchands particuliers et indépendants de Dōjima qui stockent le riz pour la plupart des daimyo, riz qu'ils échangent pour du papier monnaie. La bourse de Dōjima tient ce qui par essence sont des « comptes bancaires » pour un grand nombre de samouraïs et de daimyo, gèrent des dépôts, des retraits, des prêts et des paiements d'impôt. Bien que le shogunat finalement a peu le sens de la théorie économique moderne, et ainsi fera quelques erreurs graves dans sa politique monétaire et financière au cours du siècle suivant, il reconnaît néanmoins la nécessité d'un contrôle gouvernemental de ces politiques. Les taux de change, les normes monétaires et autres doivent être fixés par le gouvernement et non pas laissés entre les mains d'une classe de marchands de plus en plus riches et puissants supposés être à la base du système de classe néo-confucéen mibunsei.
Réorganisée au cours de l'ère Meiji avec presque tous les autres éléments de l'économie et de la politique, la bourse du riz de Dōjima est formellement dissoute en 1939 quand son rôle est repris et remplacé par l'« Agence gouvernementale du riz ».

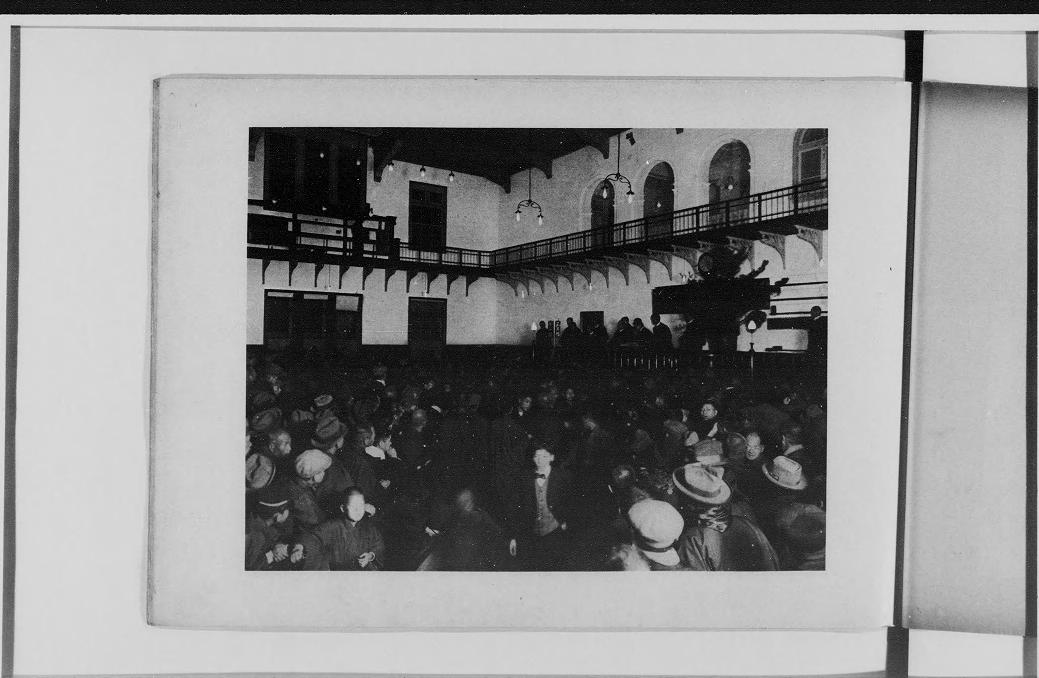
Bourse du riz d'Osaka, 1914

## Influence
La bourse de Dojima a influencé la création de la Bourse de commerce de Chicago, en 1848.

## Source de la traduction
- (en) Cet article est partiellement ou en totalité issu de l’article de Wikipédia en anglais intitulé « Dōjima Rice Exchange » (voir la liste des auteurs).